# 남구도서관
남구도서관은 부산광역시 남구에 있는 도서관이다.

## 연혁
- 1997년 7월 1일 개관

## 이용 안내
도서관 개관시간 | 07:00 ~ 23:00
정기휴관일(매주 월요일)과 국가공휴일, 특별한 사유 발생으로 도서관장이 지정한 날을 제외하고는 언제나 무료로 이용할 수 있다.